# 110th Street
110th Street – stacja początkowa metra nowojorskiego, na linii 4 i 6. Znajduje się w dzielnicy Manhattan, w Nowym Jorku i zlokalizowana jest pomiędzy stacjami 116th Street i 103rd Street. Została otwarta 17 lipca 1918.